# Карлос Гардіні
Ка́рлос Гарді́ні (ісп. Carlos Gardini, 26 серпня 1948, Буенос-Айрес — 1 березня 2017, там само) — аргентинський письменник і перекладач наукової фантастики та фентезі.

## Біографія
Карлос Гардіні навчався на факультеті філософії та літератури Університету Буенос-Айреса. Він почав писати у віці шістнадцяти років, але його літературна кар'єра почалася в 1982 році, коли його новела Перший рядок отримала нагороду Círculo de lectores. Серед членів журі були Хорхе Луїс Борхес і Хосе Доносо. Протягом 1981 і 1982 років він писав літературну критику в журналі El Péndulo, де також зробив кілька перекладів і опублікував кілька оповідань.
У 1986 році Університет Айови присвоїв йому звання почесного співробітника з письменницької діяльності, і він отримав стипендію Фулбрайта для письменників. У 1987 році він брав участь як член журі в конкурсі оповідань імені Хорхе Луїса Борхеса, спонсорами якого були Фундація Конекс і Національний фонд мистецтв.

## Творчість
Карлос Гардіні вважався одним із найвидатніших письменників-фантастів Аргентини. Він досліджував як цей жанр, так і фантастичну літературу та жахи.
Деякі його твори перекладено англійською, французькою, японською та італійською мовами.

### Переклади
Окрім письменницької роботи, він був відомим перекладачем, і цією професією займався кілька десятиліть. Він зробив переклади для Nebulae Collection, Editions B і Gigamesh Editions, серед інших.
Він перекладав англійських авторів, серед яких Генрі Джеймс, Роберт Грейвс, Кордвайнер Сміт, Айзек Азімов, Джеймс Баллард, Чарлз Дікенс, Джеймс Еллрой, Рейчел Інголлс, Генрі Джеймс, Р. Д. Лейн, Девід Герберт Лоуренс, Урсула Ле Гуїн, Тім О' Браєн, Кетрін Енн Портер, Ден Сіммонс, Джон Стейнбек, Ґор Відал, Курт Воннеґут та повну версію сонетів Вільяма Шекспіра, де він також надав передмову та примітки. Він також був іспанським перекладачем книги «Думай/класифікуй» французького автора Жоржа Перека.

### Книги
- Мій тваринний мозок (оповідання). 1983
- Перший рядок (оповідання). 1983
- Нульова симфонія (оповідання). 1984
- Жонглювання (роман). 1984
- Казки Вендавалії (дитячі оповідання). 1988
- Книга чорнозему (роман). 1991.
- Очі бога в жарі (роман). 1996
- Книга голосів (роман). 2001
- Книга племені (роман). 2001
- Вихор (роман). 2002 .
- Зимові байки (роман). 2004
- Місто Цезарів (оповідання). 2013
- Вельзевул у вогні (роман), 2016.
- Легенди (оповідання), 2018.

### Внески в збірних томах
- Тімбукту, Буенос-Айрес, 2013 рік

### Оповідання
- Дощі припиняться
- Пісня вовка
- Екстазі
- Окупаційна сила
- Продовження
- Гавксвілль
- Остання гроза
- Перша лінія
- Тімбукту
- Сімейний вечір
- Венеція у вогні

## Нагороди
- Перша премія Círculo de Lectores за Першу лінію, 1982.
- Нагорода Konex — Диплом за заслуги, 1984.
- Особлива згадка «Конкурс фентезі та наукової фантастики», Ultramar/El Péndulo, 1987.
- Премія Аксона за «Книгу чорнозему», 1991.
- Премія «Поза межами» за «Книгу чорнозему», 1992.
- Друга згадка «Премія Фонду Фортабата», жанр оповідання, 1992 рік.
- Нагорода Konex — Диплом за заслуги, 1994.
- Премія UPC за фільм «Очі спекотного бога», 1996.
- Премія Ігнотус за найкраще іноземне оповідання для Тімбукту, 1998.
- Премія UPC за «Книгу голосів», 2001.
- Фіналіст премії «Мінотавр», найкращий роман, 2004.
- Премія UPC для Beelzebub on fire, 2007.

### Інтерв'ю
- В Axxón, Майбутнє додаток, в Axxón за нагороду UPC, El Aleph

### Історії онлайн
- Розповідь «Дощі припиняться»
- Повість «Страх темряви»
- Повість «Африка на обрії»
- Оповідання «Перший рядок»
- Розповідь "Тімбукту, Архівовано березень 6, 2017 на сайті Wayback Machine. 06.03.2017
- Фрагмент очей Бога в жарі